# 松林镇 (广汉市)
松林镇，是中华人民共和国四川省德阳市广汉市曾经下辖的一个镇。2019年12月，撤销松林镇，将其所属行政区域划归连山镇管辖。

## 行政区划
松林镇撤销前下辖以下地区：
场镇社区、沙田村、桔苹村、果园村、界牌村、滴水村、松林村、红堰村、东广村和太阳村。